# Bangun Jaya (Tambusai Utara)
Bangun Jaya is een bestuurslaag in het regentschap Rokan Hulu van de provincie Riau, Indonesië. Bangun Jaya telt 6366 inwoners (volkstelling 2010).